# 1960年大西洋飓风季
1960年大西洋飓风季是1952年后活跃程度最低的大西洋飓风季。本季从1960年6月15日正式开始，同年11月15日结束。传统上这样的日期界定了一年中绝大多数热带气旋在大西洋盆地形成和发展的时间段。6月22日，坎佩切湾发展出全季第一个天气系统，这场未命名风暴在德克萨斯州东南部引起严重的局部洪灾，部分城镇出现1945年遭飓风袭击以来最严重的灾情。风暴在美国本土上空行进了近一周后才于6月29日逐渐消散。7月，飓风艾比对背风群岛构成轻度破坏，然后又对几个中美洲国家产生影响。同月底，热带风暴布伦达在美国东岸大范围地区引发洪灾。接下来的飓风克莱奥虽然距陆地很近，但没有任何报道表明風暴有造成影响。
飓风唐娜是全季最具影响的风暴，其最高强度曾被認為达到萨菲尔-辛普森飓风等级下的5级飓风强度, 後來在2016年的報告中強度被大幅度下調，当时还是美国历史上造成损失最大的十场飓风之一。系统前身在塞内加尔引发致命空难，之后风暴又在小安的列斯群岛引起严重洪灾。唐娜以四级飓风强度登陆佛罗里达州，并向东北方向移动，袭击北卡罗莱纳州和纽约州长岛，并且这时强度仍然达到飓风标准。气旋夺走至少227条人命，经济损失9亿美元（1960年美元）。接下来的飓风埃塞尔也曾是一场5级飓风，但也在2016年被大幅削弱至3級，埃塞爾在登陆密西西比州前迅速减弱，只造成1人死亡和150万美元损失。热带风暴佛罗伦萨是本季最后一场风暴，于9月17日形成，系统强度一直偏弱，在古巴和佛罗里达州上空的前进方向很不稳定，只引起轻度洪灾。1960年大西洋飓风季的所有热带气旋一共造成至少250人丧生和9亿1074万美元损失。

## 季节总结
1960年大西洋飓风季于1960年6月15日正式开始，活跃程度低于平均水平，只形成7个热带低气压，均达到热带风暴强度，低于1950至2000年间每年大西洋飓风季形成9.6场命名风暴的平均值；其中4场成为飓风，这也低于1950至2000年间5.9场的平均值。有两场风暴成为大型飓风，并且都达到五级飓风标准。全季有两场飓风和4场热带风暴登陆，一共直接和间接造成387人遇难和价值3亿9670万美元的破坏。
6月23日，有热带风暴在坎佩切湾发展形成，拉开本季热带天气活动的序幕。7月10至16日，飓风艾比对加勒比地区多地产生影响，其后是从7月28日持续到31日的热带风暴布伦达。飓风克莱奥于8月中旬形成，但基本上没有造成任何影响。飓风唐纳从8月底一直持续到9月中旬，是全季最强烈的风暴，达到五级飓风标准。9月墨西哥还短暂出现另一场五级飓风：埃塞尔。热带风暴佛罗伦萨是本季最后一个热带气旋，于9月25日消散，这时距飓风季于11月15日正式结束还有超过一个半月。
飓风季的活跃程度还通过累积气旋能量指数反映出来，只有88，是1954年（累积气旋能量指数只有54）以来最低的一年。大致来说，气旋能量指数通过对飓风的强度和持续时间来计算，强度越高，持续时间越长的风暴，其指数也相应越高。只有在热带系统风速达到或超过每小时63公里（34节）或热带风暴强度时才会对这一指数进行计算，并纳入全面的气象公告中。此外，亚热带气旋和热带低气压的这一数据都不会计入累计数。

## 风暴

### 第一号热带风暴
6月22日的侦察机观测数据表明，墨西哥湾内存在大规模降雨和雷暴区，产生的风速达到每小时65公里，但由于没有发现环流，这一天气系统在实际操作中只归类为热带海域的低气压区。墨西哥的墨西哥湾沿岸多个雷达站表明系统中存在环流，所以系统于协调世界时6月22日早上6点在坎佩切湾成为热带低气压。低气压有所增强，估计于6月23日成为热带风暴。到了次日清晨，风暴已达到风力时速75公里的最高强度，并于当晚以该强度从德克萨斯州科珀斯克里斯蒂附近登陆。风暴在行经美国中部期间缓慢减弱，于6月29日在伊利诺伊州上空逐渐消散。
风暴在德克萨斯州拉瓦卡港产生高达756毫米降水，该州东部和南部部分地区爆发严重洪灾。全州多个县共有超过150套房屋受到洪水破坏。此外还有多条主要道路封闭，其中包括59、87、90和185号美国国道部分路段，以及德克萨斯州35和71号高速公路部分路段。。阿肯色州温泉城有少量建筑因狂风受损，另外还有至少11个州降下小到中雨，但造成的破坏很小。这场风暴是肯塔基州有纪录以来产生降水最多的热带气旋，穆伦贝尔格县的邓莫（Dunmor）降雨量达286毫米。整场风暴一共造成15人死亡和360万美元损失。

### 飓风艾比
7月10日，向风群岛附近海域有东风波发展成热带低气压。低气压于当晚穿过群岛，并在此期间迅速强化成飓风艾比。风暴向西穿越加勒比海，于7月11日达到每小时155公里的最高风速，在萨菲尔-辛普森飓风等级下属二级飓风标准。此后，艾比的组织结构变得混乱，于7月13日减弱成热带风暴。次日，风暴又开始重新组织，在洪都拉斯近海再度达到飓风标准。7月15日，艾比以飓风强度的最低标准登陆英属洪都拉斯（即如今的伯利兹），然后在陆地上空快速消退，于次日在墨西哥塔巴斯科州上空消散。不过，风暴残留继续移动，之后在东太平洋促成飓风塞莱斯特。
艾比在圣卢西亚产生热带风暴强度大风和170毫米降水。一座房屋的屋顶倒塌，致使6人丧生。圣卢西亚一共遭受了43万5000美元损失，其中大部分是香蕉和椰子作物受损。马提尼克的阵风时速达到120公里，降雨量约100毫米，导致约三分之一的香蕉和甘蔗作物受到破坏。降雨引起山体滑坡，对许多道路和桥梁构成严重影响。多米尼克出现的风力较小，但有150毫米降水，给道路和通讯设施造成价值6万5000美元的破坏。洪都拉斯近海多个岛屿测得时速85公里大风，还有降下小雨。英属洪都拉斯所受影响较轻，损失较4万零500美元，其中大部分是农业损失。

### 热带风暴布伦达
7月28日，墨西哥湾的一股弱低气压区发展成热带低气压，但在从佛罗里达州跨城登陆前没有得到显著强化。7月29日中午12点左右，低气压在乔治亚州东南部上空升级成热带风暴布伦达。风暴沿乔治亚州和南卡罗莱纳州海岸北上，然后进入北卡罗莱纳州上空，于7月30日凌晨0点达到持续风速每小时97公里的最高强度。数小时后，风暴进入切萨皮克湾，然后经过德玛瓦半岛并加速进入新泽西州南部。穿过新泽西州后，布伦达又经过纽约州长岛，之后再登陆康涅狄格州。7月31日清晨，风暴转变成温带气旋。
布伦达是继1950年的飓风依兹以来对佛罗里达州中西部构成破坏最严重的风暴。坦帕国际机场测得时速95公里阵风和高达370毫米降水。虽然风暴没有直接造成人员丧生，但至少有1人因交通事故遇难。据美国红十字会的灾害服务报告，佛罗里达州的8个县有11套房屋受到严重破坏，另有567套所受影响较轻，共计约590户家庭受到影响。佛罗里达州一共遭受了近500万美元的经济损失。北面另有多个州出现强风和局部暴雨，但没有出现严重破坏。

### 飓风克莱奥
8月中旬，一股强劲的东风波在巴哈马和大安的列斯群岛产生强烈阵风。美国国家气象局密切监控东风波，关注系统发展成热带气旋的动向，并发布多份特别公告。。8月17日下午18点，热带风暴克莱奥在巴哈马卡特岛附近发展形成。风暴向东北方向移动并马上开始增强。不过，美国国家气象局位于迈阿密的飓风警报中心直至8月18日下午15点才开始针对克莱奥发布公告。从侦察机测得的数据看，风暴的持续风速这时已达到每小时110公里。到了下午18点，克莱奥已强化成飓风。
克莱奥的规模一直很小，风暴一度对新英格兰构成显著威胁，马萨诸塞州和罗得岛州于8月19日收到飓风观察预警。罗德岛州布洛克岛（Block Island）到缅因州波特兰之间多地收到烈风警告。但由于气旋一直远离陆地，这些警告实际上都没有必要。8月20日清晨，飓风达到风力时速150公里的最高强度，然后就开始减弱，于当晚在新斯科舍以南洋面降级成热带风暴。8月20日，克莱奥蜿蜒向东北偏东方向前进，于次日从加拿大塞布尔岛附近经过，最终于8月21日晚逐渐消散。

### 飓风唐娜
一股东风波在塞内加尔引发空难，夺走374条人命，然后又于8月29日在佛得角以南海域发展成热带低气压，再于次日升级成热带风暴唐娜。风暴以每小时约32公里速度向西北偏西方向前进，到9月1日时已达到飓风标准。接下来30小时里，风暴快速增强，于9月2日晚成为中等强度的2级飓风。唐娜继续强化，于9月4日清晨短暂达到3级飓风标准。气旋接下来增強4成级飓风，于当晚掠过小安的列斯群岛。荷属圣马丁有66人因风暴遇难，岛上四分之一的人口无家可归。安圭拉也有71人死亡，维尔京群岛还有5人死亡。波多黎各爆发严重山洪，夺走了100人的生命，其中单乌马考就有85人。9月5日晚，唐娜进一步减弱成3级飓风，但又再度增强成4级飓风。风暴途经巴哈马群岛，该国中部多个小岛上的社区被夷为平地，但没有相应的损失总额或人员伤亡报道。
9月25

日清晨，唐娜以风力时速220公里强度从佛罗里达州麦尔兹堡和那不勒斯之间登陆，再于数小时后以同等强度从马拉松附近登陆。佛罗里达州受到飓风重创，佛罗里达礁岛群有75%的建筑物因沿海洪灾受损严重，马拉松多地满目苍夷。佛罗里达本土有5200套房屋受到影响，这其中还不包括迈尔斯堡海滩多达75%的受损民宅，大沼泽地市也有半数建筑毁于一旦。该州农作物遭受重创，损失了50%的葡萄柚，10%的橙和瓯柑，全州鳄梨作物几乎全部被毁佛罗里达州共有13人死亡，经济损失达3亿美元。唐娜在佛罗里达州上空弱化成二级飓风，并从该州北部回到大西洋。到了9月12日清晨，风暴又以风速每小时175公里强度从北卡罗莱纳州彭德县小镇桅帆海滩（Topsail Beach）附近登陆。飓风催生多场龙卷风，还产生时速达155公里的阵风，北卡罗莱纳州东部多幢建筑物受损或被毁，距海岸线80公里的内陆都有农作物受到影响。此外，风暴潮在威尔明顿与纳格斯海德（Nags Head）引起严重海滩侵蚀和结构性破坏。北卡罗莱纳州共有8人丧生，上百人受伤。9月12日晚，唐娜再度回到大西洋并继续向东北方向前进，于9月12日晚袭击纽约州长岛，并在陆地上空急剧减弱。9月13日，风暴在缅因州上空转变成温带气旋。
報告更新
唐娜在2016年的更新報告被大幅削弱, 一巔由5級大幅削弱至3級, 失去5級強度, 並認為9月5日至7日間風暴並沒達到4級強度, 並改9月8日為風暴巅峰, 即230公里/小時 （页面存档备份，存于）

### 飓风埃塞尔
9月14日，墨西哥湾中部的一股热带扰动发展成热带风暴埃塞尔。风暴迅速增强，仅6小时后就成为飓风，并于9月15日清晨达到大型飓风标准。当晚，埃塞尔成为本季第2场五级飓风，只是其气压异常之高，达到972毫巴（百帕，28.7英寸汞柱）。受干冷空气影响，风暴迅速减弱，以一级飓风强度掠过路易斯安那州东部。9月15日晚，气旋降级成热带风暴。次日清晨，埃塞尔以风力时速110公里强度登陆密西西比州帕斯卡古拉。风暴在陆地上空逐渐减弱，最终于9月17日在肯塔基州南部上空逐渐消散。
风暴的外围雨带在路易斯安那州产生小雨和飓风强度狂风，但没有报道表明该州有因此遭受损失。密西西比州近海的霍恩岛（Horn Island）被汹涛的海水淹没，船岛（Ship Island）被分隔成两部分。该州南部出现热带风暴强度大风，造成玻璃和树木破损，帕斯卡古拉街道上的招牌也受到破坏，还有多条输电线缆中断，部分居民家中停电。阿拉巴马州墨西哥湾沿岩海滩的一些村舍因大风受损，该州南部还损失了一些农作物。佛罗里达州最西部出现极端降水，降雨量最高的米尔顿达到329毫米，但该州没有因此爆发洪灾。塔拉赫西附近的一间发电站被闪电击中，导致全市范围短暂停电。埃塞尔还在佛罗里达州催生出4场龙卷风，其中1场摧毁了25套民房。除美国墨西哥湾沿岸地区外，风暴还给8个州带去降水，但没有报道表明这些州有受到损失。总体而言，这场飓风一共造成1人死亡，经济损失约1500万美元。
報告更新

### 热带风暴佛罗伦萨
9月17日，一股向西行进的东风波在波多黎各以北洋面发展成热带低气压。次日，低气压强化成热带风暴佛罗伦萨，并于当晚逼近巴哈马期间达到持续风速每小时75公里的最高强度，但由于外界环境不利，气旋强度又在9月19日回落到热带低气压水平。此后两天，风暴强度基本维持稳定，于9月21日从古巴西部登陆。风暴在古巴的移动路径形成小规模环路，最终进入佛罗里达海峡。系统接下来向东北方向移动，于9月23日登陆佛罗里达州门罗县。气旋缓慢穿越该州，直到超过24小时后才进入墨西哥湾。
9月26日，佛罗伦萨从阿拉巴马州和佛罗里达州边界附近登陆，于次日在密西西比州上空消散。大巴哈马岛仅6个小时就降下139毫米雨量。没有任何报道表明古巴有受到这场风暴影响。佛罗里达州普降大雨，降雨量最大的大多在大西洋海岸，并以费尔斯米尔最高，达到401毫米，迈阿密大都市区部分区域降雨量达到250毫米。虽然气旋登陆时只有热带低气压强度，洋脊测得的持续风速为56到64公里间，但维罗海滩测得的阵风时速却达到84公里。杰克逊维尔因风暴产生的气压梯度影响，导致潮水比正常水位要高0.61至0.91米。

## 风暴名称
以下列出1960年用来给北大西洋热带气旋命名的名称，其中艾比（Abby）和唐娜（Donna）都是首次使用。飓风季过后，名称唐娜予以退役，今后不会再使用。列表中没有命名的名称将以灰色显示。
| - Gladys（未用） | - Hilda（未用） - Isbell（未用） - Janet（未用） - Katy（未用） - Lila（未用） - Molly（未用） - Nita（未用） | - Odette（未用） - Paula（未用） - Roxie（未用） - Stella（未用） - Trudy（未用） - Vesta（未用） - Winny（未用） |